# Особый корпус Украинской державы
Особый корпус Украинской державы (О.к. Укр.д., укр. Особливий корпус) — воинская часть вооружённых сил Украинской державы во время Гражданской войны в России.

## История
После 29 апреля началось строительство нового государства Украинской державы под руководством гетмана П. П. Скоропадского. В южных губерниях и особенно в Киеве собралось значительное количество русского офицерства и других беженцев из Петрограда, Москвы и других местностей свободной России, оказавшихся под властью большевиков. К лету в Киеве насчитывалось до 50 000 офицеров Русской армии.
Из офицеров, по разным причинам не служивших в Армии Украинской державы (Украинского государства), было начато формирование «Особого корпуса» и «Сводного корпуса Национальной гвардии». Оба корпуса создавались в столице государства Киеве.

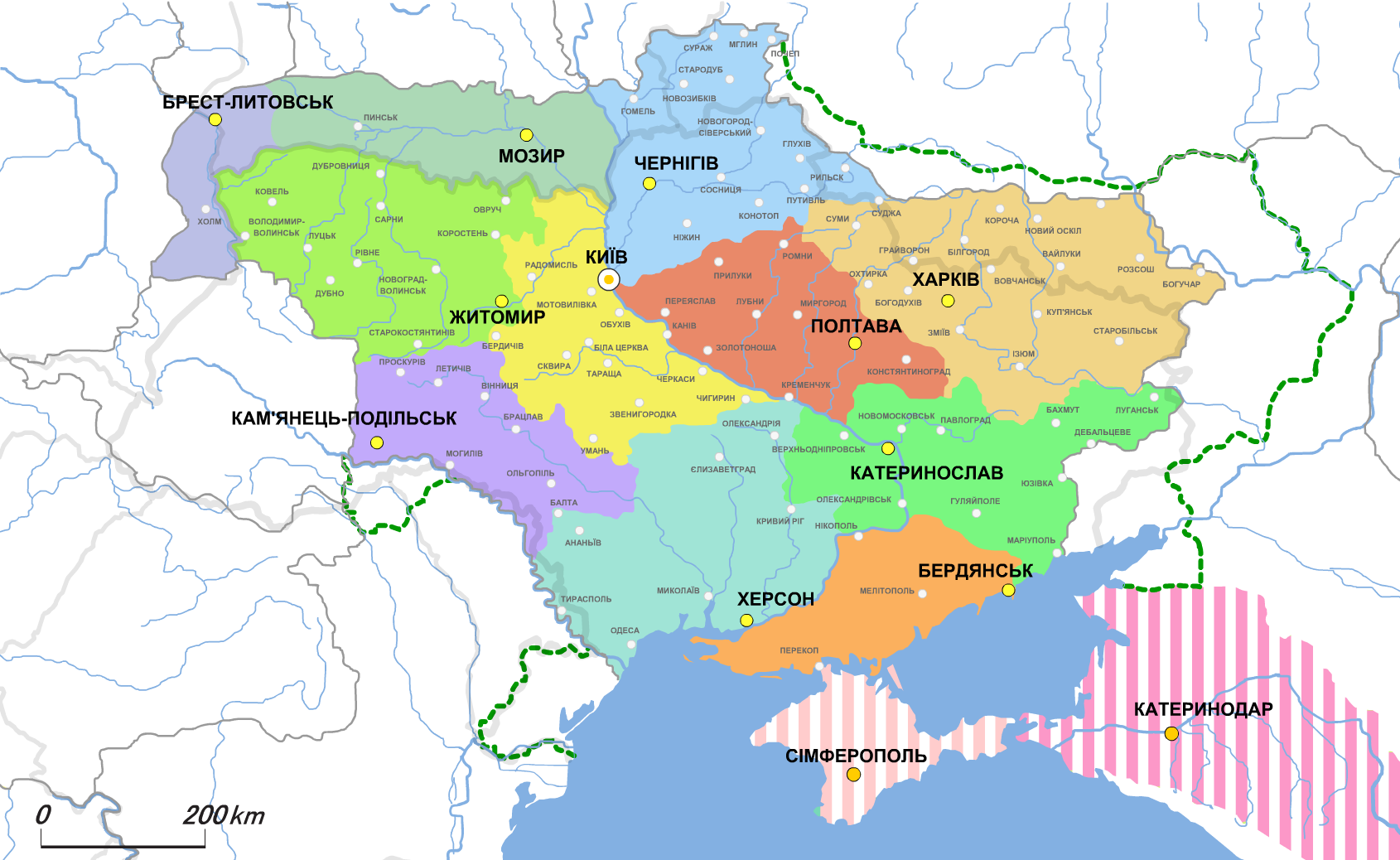
Административно-территориальное деление. Зелёная пунктирная линия — территориальные претензии.

Генерал И. Ф. Буйвид формировал корпус из офицеров Русской армии не желавших служить в армии Украинского государства.
Состав Особого корпуса:
- 1-я дружина — командир князь генерал-майор Святополк-Мирский.
- 2-я дружина — командир полковник Рубанов (эта дружина вскоре была влита в состав 1-й).
- формировался 1-й Отдельный офицерский артиллерийский дивизион при штабе гетманской Сердюкской артиллерийской бригады.

В начале ноября граф генерал от кавалерии Ф. А. Келлер получил приглашение гетмана П. П. Скоропадского командовать его войсками в Украинском государстве. 5 ноября, после получения согласия Ф. А. Келлера, он был назначен Главнокомандующим войсками в Украинском государстве с подчинением ему и гражданских властей. Помощником назначен князь генерал-лейтенант А. Н. Долгоруков.
9 ноября Германская империя революционными гражданами провозглашена республикой. (см. Ноябрьская революция в Германской империи) Для правительства Украинского Государства это событие предвещало ослабление власти.
11 ноября завершилась Первая мировая война. Германская империя прекратила существование в результате Ноябрьской революции.
13 ноября главнокомандующий войсками в Украинском государстве с подчинением ему гражданских властей граф генерал от кавалерии Ф. А. Келлер (в должности был 5-13.11.1918) был снят с должности и назначен помощником нового главнокомандующего. Главнокомандующим войсками в Украинском государстве с подчинением ему гражданских властей назначен его помощник князь генерал-лейтенант А. Н. Долгоруков.,
Личный состав корпуса вооружение и снаряжение получал из Военного министерства Украинского государства. Численность русских офицерских дружин Особого корпуса и Сводного корпуса Национальной гвардии достигала от 2 до 3-4 тыс. человек, что составляло меньшинство из находившихся в ту пору в Киеве офицеров. Большинство так и осталось вне борьбы.,

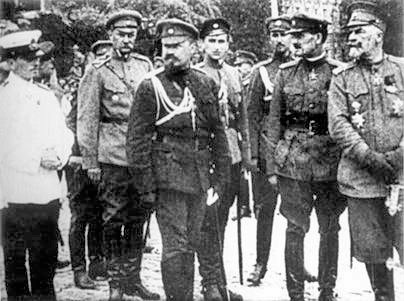
Служащие военного министерства Украинской Державы — полковник Николай Лаврентьевич Максимов (крайний слева, в белой форме) и военный министр генеральный бунчужный Александр Францевич Рагоза (крайний справа).

В ночь с 13 на 14 ноября в г. Белая Церковь создаётся мятежная Директория с целью свержения власти германского командования и власти правительства Украинской державы во главе с гетманом П. П. Скоропадским. Директория состояла из пяти членов, председатель — В. К. Винниченко.
Командир Отдельного корпуса железнодорожной охраны Укр.д. генерал-майор
А. В. Осецкий стал одним из первых военачальников, поддержавших антиправительственное восстание, использовал подчинённые ему силы железнодорожников для поддержки мятежников, что затем способствовало их успеху.
14 ноября гетман П. П. Скоропадский объявил Акт федерации, которым он обязывался объединить Украину с будущим (небольшевистским) российским государством.
14 ноября в Киеве было объявлено военное положение и временно закрыты все высшие учебные заведения. П. П. Скоропадский в последний момент принял откровенно прорусскую ориентацию и пытался войти в связь с командованием Добровольческой армии. Им было издано распоряжение о регистрации и призвании на службу офицеров и дано разрешение на формирование дружин русских добровольцев. Военная молодежь горячо поддержала формирование добровольческих дружин.,
15 ноября находясь в г. Белая Церковь, председатель мятежной Директории В. К. Винниченко объявил о начале вооружённого восстания Директории и примкнувшего к ней Отдельного отряда Сечевых стрельцов Украинской державы (далее О.о. С.с. Укр.д.) под командованием Е. М. Коновальца. 15 ноября генерал-майор А. В. Осецкий назначен наказным атаманом (командующим войсками) У. Н.Р. и, одновременно, начальником Генерального штаба войск Директории.
16 ноября началось восстание (антигетманский мятеж) против власти германского оккупационного командования, правительства Украинской державы и лично гетмана П. П. Скоропадского.
16 ноября в Белой Церкви одна пешая сотня О.о. С.с. разоружила отдел Государственной Стражи. Железнодорожный поезд мятежниками сечевиками был наскоро превращён в бронепоезд и вечером отправлен в г. Фастов. Это было начало наступления из г. Белая Церковь на г.Киев. Стрельцам, бывшим фронтовикам, удалось застать врасплох молодых гетманцев-сердюков и занять без боя ж.д. станцию Фастов, при этом сечевики стрельцы взяли в плен часть сердюков.
В ночь с 16 на 17 ноября в г. Конотопе власть захватил также предавший правительство полковник Палий, возглавивший 3-й стрелецко-казацкий полк 1-й стрелецко-казацкой дивизии Укр.д.. Стрельцы-козакы начали распространять свою власть на города Бахмач, Нежин, Чернигов.
Весть о начавшемся восстании разлеталась по стране. В армии произошёл раскол и началась «Украинская гражданская война». Гражданская война на Украине грозила смести ещё одну власть. Отдельная Сердюкская дивизия, русские офицерские дружины и подразделения Государственной Стражи оставались последней военной опорой гетмана в Киеве.
Главнокомандующий войсками в Украинском государстве с подчинением ему гражданских властей князь генерал-лейтенант А. Н. Долгоруков,для отражения наступления восставшего О.о. С.с. Укр.д. решил выдвинуть из Киева Отряд войск армии Украинской державы под командованием князя генерал-майора Святополка-Мирского, в состав которого входили:
- 1-я дружина Особого корпуса (600 офицеров-пехотинцев), командир дружины генерал-майор Святополк-Мирский;
- 1-й дивизион Лубенского сердюкского конно-казачьего полка (200 конных козаков) Отдельной Сердюкской дивизии;
- 4-й сердюцкий пеший полк (700 пеших козаков), командир полка полковник Босенко, Отдельной Сердюкской дивизии;
- Бронепоезд.

Всего чуть более 1 500 человек.
Ночью с 17 на 18 ноября Отряд войск армии Украинской державы (далее Отряд Укр.д.) прибыл на ж.д. станцию Васильков (уездный город Васильковского уезда Киевской губернии и станция в 25 км к югу от г. Киева). Узнав, что соседняя в 9 км ж.д. станция Мотовиловка (волосной н.п. Васильковского уезда Киевской губернии, севернее Фастова, см. Боровая (Киевская область)) занята сечевыми стрельцами, генерал-майор Святополк-Мирский утром 18 ноября решил атаковать станцию.
Аналогичное решение атаковать принял и командир авангарда командир пулемётной роты мятежных Сечевых срельцов Ф. Черник.
Бой закончился около 15.00 18 ноября победой стрельцов. 1-я офицерская дружина почти полностью погибла в последнем неравном рукопашном бою. На поле боя осталось более 600 убитых офицеров и козаков-сердюков Отряда под командованием генерал-майора Святополка-Мирского, потери стрельцов составили 17 человек убитыми и 22 тяжелоранеными. Под вечер стрельцы заняли ж.д. ст. Васильков. Разбитый 4-й сердюкский полк полковника Босенко отступил к Дарнице.
Вокруг Киева украинским правительством организовывалась военная оборона. В число войск вошёл и Особый корпус.
18 ноября германские войска покинули Киев. Защитники города поняли, что Киев гетману П. П. Скоропадскому не удержать.
18 ноября (или 19 ноября) князь генерал-лейтенант А. Н. Долгоруков назначен заместителем командующего всеми русскими добровольческими частями в Украинском государстве. Командующим всеми русскими добровольческими частями в Украинском государстве был граф генерал от кавалерии Ф. А. Келлер.,
18 ноября представитель Добровольческой армии в Киеве Ломновский назначен начальником главного центра. Он издал приказ, предписывающий русским офицерам, поступившему в Киеве в добровольческие отряды, провозгласить себя частью Добровольческой армии и подчиняться приказам, исходящим от неё. В сложившейся ситуации этот приказ вносил ещё большую неразбериху для желающих защищать город.
26 или 27 ноября генерал от кавалерии граф Ф. А. Келлер, из-за полного нежелания подчиняться гетману освобождён от должности главкома русскими добровольческими частями Украинского государства. Главнокомандующим русскими добровольческими частями назначен князь генерал-лейтенант А. Н. Долгорукий. Отношения А. Н. Долгорукого с русским офицерством осложнились тем обстоятельством, что ему пришлось арестовать представителя Добровольческой армии в Киеве генерала П. Н. Ломновского из-за приказа, предписывающего русским офицерам в Киеве считать себя частью Добровольческой армии. П. Н. Ломновский вынужден был приказ отменить, но последствия его ещё более ухудшили отношение офицеров к гетману.,,
14 декабря войска мятежников перешли в атаку и через Борщаговку, Соломенку и Куреневку вошли в город.
Утром 14 декабря добровольческие части оставили фронт и бросились в Киев. За ними следом, не вступая в бой, шли украинские части армии Украинской державы.
В городе началась охота на людей, потекли потоки крови… На улицах шла настоящая охота за офицерами, их безжалостно расстреливали, оставляя лежать на мостовых…
Гетман Скоропадский отрекся от власти, правительство передало полномочия Городской Думе и Городской Управе, генерал Долгоруков издал приказ о прекращении сопротивления и немедленную демобилизацию.
Непродолжительная «Украинская гражданская война 16 ноября — 14 декабря 1918 года» завершилась 14 декабря, когда гетман П. П. Скоропадский отдал приказ о демобилизации защитников Киева и отрёкся от власти. Видимо и корпус перестал существовать в это же время.

## Полное наименование
Особый корпус

## Подчинение
- Верховный Воевода Украинской Армии и Флота Павел Петрович Скоропадский

## Командование
- И.Ф. Буйвид, командир корпуса, генерал